# Jovana Jakšićová
Jovana Jakšićová, cyrilicí: Јована Јакшић, Jovana Jakšić, (* 30. září 1993 Bělehrad) je srbská profesionální tenistka. Ve své dosavadní kariéře nevyhrála na okruhu WTA Tour žádný turnaj. V rámci okruhu ITF získala do roku 2015 čtrnáct titulů ve dvouhře.
Na žebříčku WTA byla ve dvouhře nejvýše klasifikována v květnu 2014 na 102. místě a ve čtyřhře pak v listopadu téhož roku na 447. místě.
V srbském fedcupovém týmu debutovala v roce 2014 čtvrtfinálem druhé světové skupiny proti Kanadě, v němž ji deklasovala Eugenie Bouchardová, když jí dokázala odebrat jediný game. Za rozhodnutého stavu 3:0 na zápasy pro Kanaďanky pak vyhrála závěrečnou čtyřhru se Stojanovićovou. Do roku 2015 v soutěži nastoupila ke dvěma mezistátním utkáním s bilancí 0–1 ve dvouhře a 1–1 ve čtyřhře.

## Tenisová kariéra
V sezóně 2013 zaznamenala debut v hlavní soutěži turnaje WTA Tour, když postoupila z kvalifikace na Monterrey Open 2013. V úvodním kole vyřadila Rusku Věru Duševinovou, aby následně skončila na raketě ruské turnajové trojky Marie Kirilenkové po třísetovém průběhu.

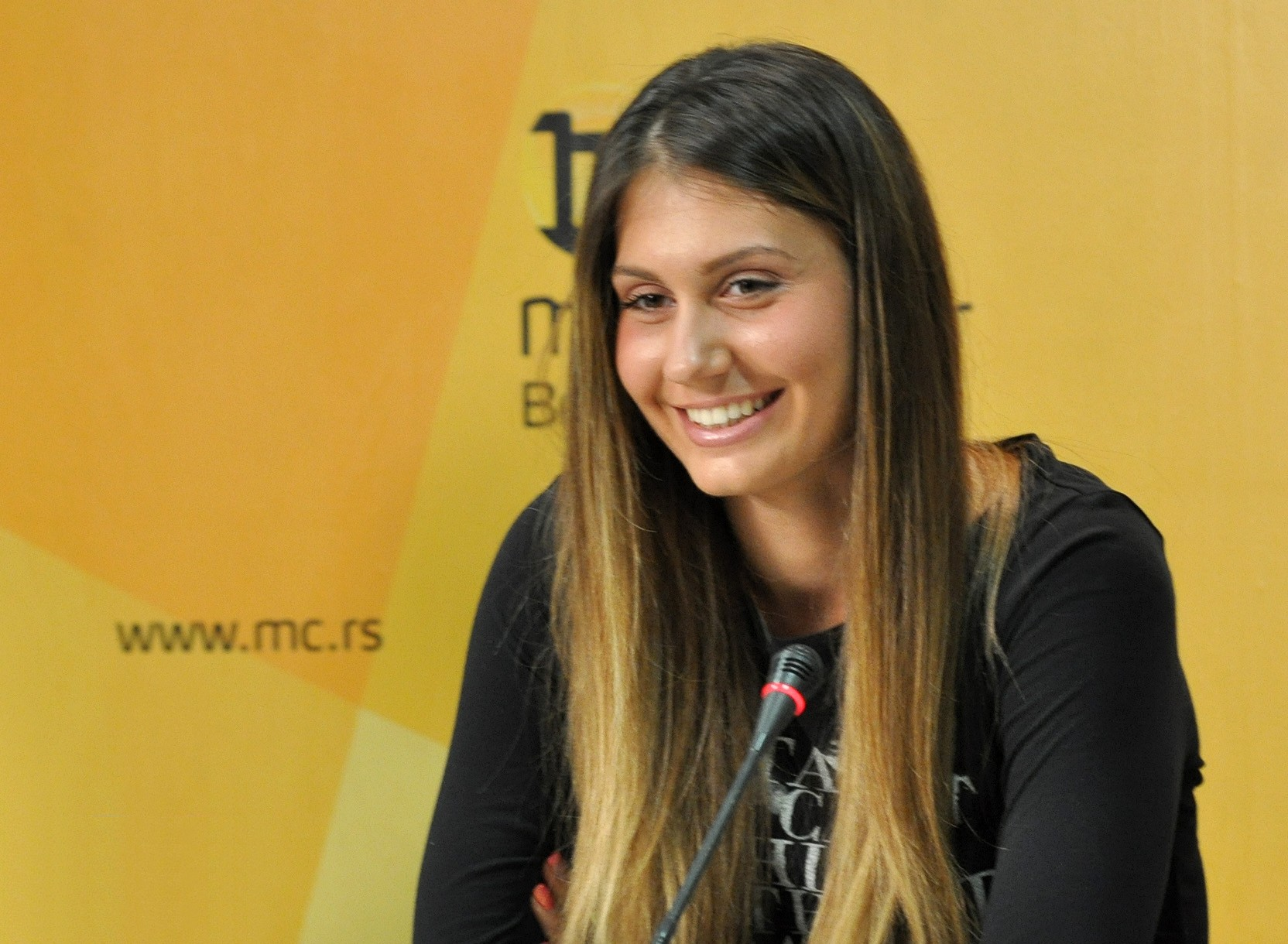
Jovana Jakšićová, prosinec 2013

O rok později se na stejné události Monterrey Open 2014 probojovala do svého prvního finále v rámci okruhu WTA Tour. Turnaj probíhající na přelomu března a dubna rozehrála výhrou nad italskou nasazenou sedmičkou Karin Knappovou. V semifinále ji nezastavila japonská veteránka Kimiko Dateová, kterou udolala po těsném boji. V závěrečném duelu však nestačila na druhou nasazenou krajanku Anu Ivanovićovou, jež splnila roli favoritky a hladce zvítězila poměrem 6–2 a 6–1, přestože bývalá světová jednička prohrála prvních šest míčů zápasu. Jednalo se o historicky první finále dvou srbských hráček na okruhu WTA Tour.
V hlavní soutěži grandslamu debutovala na květnovém French Open 2014, kde v úvodním kole skončila na raketě 31. nasazené Slovenky Daniely Hantuchové ve třech sadách. Na navazujícím Wimbledonu 2014 ji v otevíracím utkání vyřadila Petra Cetkovská.

## Finálové účasti na turnajích WTA Tour
| Legenda                           |
| --------------------------------- |
| D – dvouhra; Č – čtyřhra          |
| Grand Slam (0)                    |
| WTA Tour Championships (0)        |
| Premier Mandatory & Premier 5 (0) |
| Premier (0)                       |
| International (0–1 D)             |

### Dvouhra: 0 (0–1)
| Stav       | Č. | Datum         | Turnaj            | Povrch | Soupeřka ve finále | Výsledek |
| ---------- | -- | ------------- | ----------------- | ------ | ------------------ | -------- |
| Finalistka | 1. | 7. dubna 2014 | Monterrey, Mexiko | tvrdý  | Ana Ivanovićová    | 2–6, 1–6 |

## Finálové účasti na turnajích okruhu ITF
| $100,000 tournaments |
| $75,000 tournaments  |
| $50,000 tournaments  |
| $25,000 tournaments  |
| $15,000 tournaments  |
| $10,000 tournaments  |

### Dvouhra: 21 (14–7)
| Stav       | Č.  | Datum              | Turnaj                      | Povrch    | Soupeřka ve finále    | Výsledek             |
| ---------- | --- | ------------------ | --------------------------- | --------- | --------------------- | -------------------- |
| Vítězka    | 1.  | 4. července 2011   | Prokuplje, Srbsko           | antuka    | Zsófia Susányiová     | 6–2, 6–3             |
| Finalistka | 1.  | 22. srpna 2011     | Vinkovci, Chorvatsko        | antuka    | Indire Akikiová       | 6–3, 0–6, 2–6        |
| Finalistka | 2.  | 26. září 2011      | Plovdiv, Bulharsko          | antuka    | Dinah Pfizenmaierová  | 4–6, 4–6             |
| Finalistka | 3.  | 3. října 2011      | Pirot, Srbsko               | antuka    | Natalija Kostićová    | 3–6, 3–6             |
| Vítězka    | 2.  | 31. října 2011     | Antalya, Turecko            | antuka    | Ganna Poznichirenková | 6–4, 6–2             |
| Vítězka    | 3.  | 12. března 2012    | Bombaj, Indie               | tvrdý     | Keren Šlomová         | 6–3, 7–6(7–5)        |
| Vítězka    | 4.  | 24. září 2012      | Antalya, Turecko            | antuka    | Zuzana Zálabská       | 7–5, 7–5             |
| Vítězka    | 5.  | 8. října 2012      | Antalya, Turecko            | antuka    | Lena-Marie Hofmannová | 6–2, 6–3             |
| Vítězka    | 6.  | 29. října 2012     | Antalya, Turecko            | antuka    | Ganna Poznichirenková | 6–2, 7–6(7–3)        |
| Vítězka    | 7.  | 5. listopadu 2012  | Antalya, Turecko            | antuka    | Ana Konjuhová         | 6–3, 6–1             |
| Vítězka    | 8.  | 19. listopadu 2012 | Antalya, Turecko            | antuka    | Laura-Ioana Andreiová | 6–2, 6–0             |
| Vítězka    | 9.  | 11. února 2013     | Antalya, Turecko            | antuka    | Jasmina Tinjićová     | 5–2skreč             |
| Vítězka    | 10. | 18. února 2013     | Antalya, Turecko            | antuka    | Ioana Ducuová         | 6–2, 7–5             |
| Finalistka | 4.  | 25. února 2013     | Antalya, Turecko            | antuka    | Ioana Raluca Olaruová | 3–6, 5–7             |
| Vítězka    | 11. | 8. dubna 2013      | Poza Rica, Mexiko           | tvrdý     | Julia Cohenová        | 2–6, 6–3, 6–4        |
| Vítězka    | 12. | 13. května 2013    | Balikpapan, Indonésie       | tvrdý     | Jang C'               | 6–3, 6–2             |
| Vítězka    | 13. | 20. května 2013    | Tarakan, Indonésie          | tvrdý (h) | Li Tching             | 6–3, 6–2             |
| Finalistka | 5.  | 22. července 2013  | Wrexham, Spojené království | tvrdý     | Diāna Marcinkēvičová  | 7–5, 5–7, 2–6        |
| Vítězka    | 14. | 17. února 2014     | Surprise, Spojené státy     | Hard      | Tamira Paszeková      | 4–6, 7–6(15–13), 7–5 |
| Finalistka | 6.  | 28. dubna 2014     | Anning, ČLR                 | antuka    | Čeng Saj-saj          | 2–6, 3–6             |
| Finalistka | 7.  | 20. října 2014     | Saguenay, Kanada            | tvrdý (h) | Julie Coinová         | 5–7, 3–6             |

### Čtyřhra: 1 (0–1)
| Stav       | Č. | Datum          | Turnaj            | Povrch | Spoluhráčka        | Soupeřky ve finále                | Výsledek         |
| ---------- | -- | -------------- | ----------------- | ------ | ------------------ | --------------------------------- | ---------------- |
| Finalistka | 1. | 18. října 2010 | Monastir, Tunisko | tvrdý  | Saša Chabibulinová | Irina Glimakovová Polina Monovová | 2–6, 6–1, [7–10] |